# Maula Jatt
Maula Jatt (Punjabi:  مولا جٹ), español: El más grande de los Jatt es una película de la Pakistán. Es producida, dirigida y escrita por Younis Malik con las actuaciones de Acción idioma Punjabi de Pakistán, película musical dirigida por Younis Malik y producido por Sarwar Bhatti. Película protagonizada por el actor Sultán Rahi en el papel principal y con Aasia y Mustafa Qureshi como el villano Noori Natt. Maula Jatt era un clásico, una película que recibió elogios de la crítica y popular. Tiene un estatus de culto en Pakistán. Tal fue el impacto de la película que fue copiado por los cineastas en Pakistán, donde se les dio varias películas nombres con el sufijo "Jat". Esta película pertenece a un género que representa la cultura rural de Punjab. El éxito de esta película marcan la tendencia de las películas de acción siendo popular en Pakistán y cimentó Sultan Rahi como héroe principal de Lollywood El rodaje duró nueve años a un precio de $2.000.000.Kalia (1984)

## Reparto
- Sultán Rahi - Maula Jatt
- Aasia - "Mukkho"
- Mustafa Qureshi - Noori Natt
- Seema - "Daani"
- Kaifee - "Bala Gadi"
- Chakori - "Darro"
- Asad Bukhari -
- Rangeela -
- Adeeb -
- Ilyas Kashmiri -
- Shakeel -

## Historia
La película es una secuela no oficial de la película de 1975 Wehshi Jatt. Sí Wehshi Jatt se inspiró en un Urdu jugar "Gandasa" escrito por Ahmed Nadeem Qasmi que representa un feudo sangriento en Gujranwala en el contexto de Punjab rural. Tras la resolución de disputa familiar de Maula en Wehshi Jatt, Maula ha renunciado a la violencia y está a cargo de la administración de la paz de su pueblo y sus pueblos de los alrededores. La película comienza con Makha Natt persiguiendo a una chica a través de aldeas. Ella pide ayuda pero tan pronto como la gente oye que está siendo perseguido por Makha, el hermano de Noori Natt le preguntan a salir y no comparte su desgracia con ellos. Ella llega a la aldea de Maula y está protegida por hermana- de Maula en-ley Taani. Maula Jatt llega y decreta que si Makha quiere evitar el destino de ser asesinado por su "Gandasa 'él debe casarse con la chica con la que muy ha deshonrado y también casarse con su hermana fuera al hermano de la chica. La niña no tiene familia lo Maula ordena Makha para casarse con su hermana a su amigo Moodha. Cuando Makha regresa a casa para planear su venganza, su hermana Daro enfureció al escuchar lo que él ha aceptado lo mata. El clan Natt ahora tratar de vengar la humillación que Maula Jutt les ha causado mientras Maula Jutt intenta que su decisión se hace cumplir y se le da la justicia.

## Impacto
La película terminó continuamente 130 semanas en Shabistan Cine Lahore y combina 310 semanas en su primera carrera. Esta película fue un éxito en la década de 1980 y dio lugar a una serie de secuelas, convirtiéndose en la primera franquicia no oficial siempre exitoso para un título Lollywood. El éxito de Maula Jat generó Maula Jat tey Noorie Nut, así como Maula Jat en Londres y sigue influyendo en la cultura popular. Varias producciones como la obra Jatt y Bond 2002 utilizan Maula Jat como su "inspiración". Ahora Pakistán

## Música
| Canción                         | Cantantes              |
| ------------------------------- | ---------------------- |
| Dildar Merey Pyar Kolon Bach Ke | Noor Jahan             |
| Jhanjhar Kar Tenu Pyar          | Mehnaz                 |
| Main Nachan Gi Zaroor           | Noor Jahan             |
| Ay Tay Weila Aap Dase Ga        | Alam LoharyShaukat Ali |
| Nashe Diye Botley               | Inayat Hussain Bhatti  |
| Mere Nainan Diyan Teez          | Naheed Akhtar, Mehnaz  |